# Aplectropus
Aplectropus és un gènere monotípic d'arnes de la família Crambidae. Conté només una espècie, Aplectropus leucopis, que es troba al Iemen.